# The Voice (album, Bobby McFerrin)
Druhé album Bobbyho McFerrina The Voice („hlas“) je z větší části složeno z živých nahrávek Bobbyho turné po Evropě. Jde o unikátní počin v historii jazzové hudby, protože je to první album, které nahrál zpěvák sólově, bez doprovodu a bez předabování.
Album obsahuje kromě Bobbyho originálních skladeb i hity jiných známých hudebníků, například píseň Blackbird složili John Lennon a Paul McCartney, skladba I Feel Good je zase přepracováním slavného hitu od Jamese Browna.

## Seznam skladeb
1. Blackbird – 3:07
2. The Jump – 4:48
3. El Brujo – 4:11
4. I Feel Good – 3:19
5. I'm My Own Walkman – 4:02
6. Music Box – 3:56
7. Medley | Donna Lee | Big Top | We're in the Money – 7:22
8. I'm Alone – 4:41
9. A-Train – 3:58